# Mizuho Financial Group

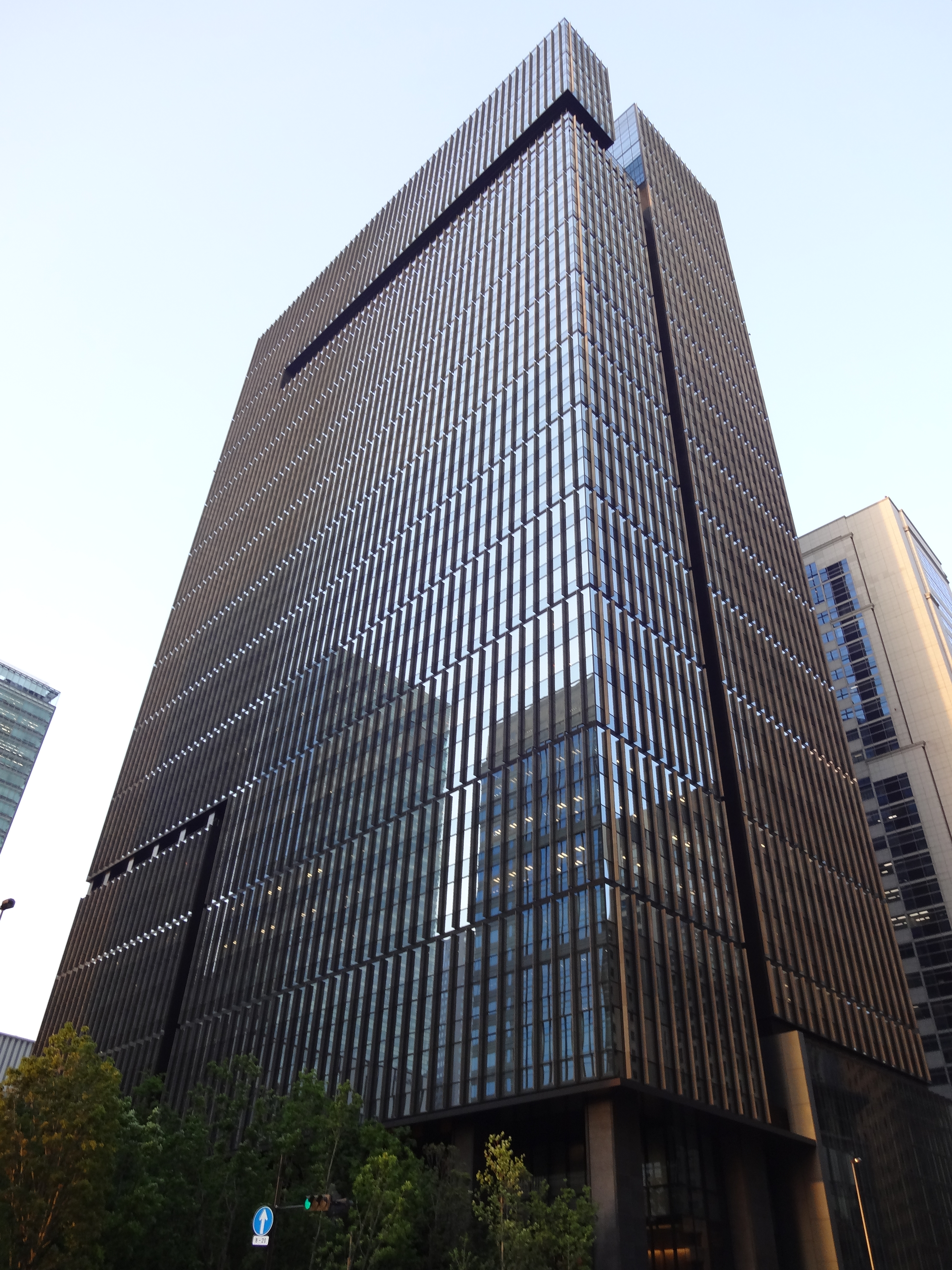
Mizuho-Financial-Group-Firmengebäude in Tokio

Die K.K. Mizuho Financial Group (jap. 株式会社みずほフィナンシャルグループ, Kabushiki kaisha Mizuho Finansharu Gurūpu, MHFG, engl. Mizuho Financial Group, Inc.) ist eines der größten Finanzdienstleistungsunternehmen der Welt. Der Sitz des japanischen Unternehmens befindet sich im Marunouchi-Viertel des Stadtbezirks Chiyoda in Tokio.
Die Bank ist eine der global systemrelevanten Großbanken, die vom Financial Stability Board (FSB) als „systemically important financial institution“ (systemisch bedeutsames Finanzinstitut) eingestuft wurden. Sie unterliegt damit einer besonderen Überwachung und strengeren Anforderungen an die Ausstattung mit Eigenkapital.

## Geschichte
Mizuho entstand im Jahr 2000 unter dem Namen Mizuho Holdings, Inc. durch Zusammenschluss der Dai-Ichi Kangyo Bank, der Fuji Bank und der Industrial Bank of Japan.
Im Januar 2003 wurde infolge der japanischen Bankenkrise die Mizuho Financial Group mit dem Kapital von Mizuho Holdings gegründet. Durch einen Austausch wurde das Unternehmen inzwischen alleiniger Inhaber der Mizuho Holdings, Inc.
2017 verlagerte die japanische Investmentbank Mizuho Securities den Europasitz von London nach Frankfurt am Main und gründete die Mizuho Securities Europe GmbH. In Deutschland ist die Mizuho Financial Group über die Mizuho Bank, Ltd., Filialen Düsseldorf und Frankfurt, vertreten. Die Filiale Düsseldorf nimmt dabei die Funktion der Kopfstelle wahr.

## Holdings
- Mizuho Bank, Ltd.
- Mizuho Corporate Bank, Ltd.
- Mizuho Trust & Banking Co., Ltd.
- Mizuho Securities Co., Ltd.
- Mizuho Investors Securities Co., Ltd.
- Shinko Securities Co., Ltd.
- Mizuho Financial Strategy, formerly Mizuho Holdings, Inc.